# Cristóvão Soares de Melo
Cristóvão Soares de Melo (? - 1584) foi um administrador colonial português.

## Biografia
Era neto de Estêvão Soares de Melo, Veador de El-Rei D. Afonso V de Portugal (Manuel José da Costa Felgueiras Gaio, Nobiliário das Famílias de Portugal, tt.° Barbas § 1 N 9).
Exerceu o cargo de 18.° Corregedor de Cabo Verde, entre 1577 e 1579, tendo sido antecedido por António Velho Tinoco e sucedido por Diogo Dias Magro. 
Entre 1578 e 1579 houve um ataque de Corsários Ingleses à Ribeira Grande, na Ilha de Santiago.
Casou com Violante Fernandes Coutinho, com geração.